# Sikavan (Lycksele socken, Lappland)
Sikavan är en sjö i Lycksele kommun i Lappland och ingår i Umeälvens huvudavrinningsområde. Sjön har en area på 0,0752 kvadratkilometer och ligger 220,1 meter över havet. Sjön avvattnas av vattendraget Sikbäcken.

## Delavrinningsområde
Sikavan ingår i det delavrinningsområde (718462-165460) som SMHI kallar för Mynnar i Vindelälvens vattendragsyta. Medelhöjden är 239 meter över havet och ytan är 19,97 kvadratkilometer. Räknas de 13 avrinningsområdena uppströms in blir den ackumulerade arean 179,23 kvadratkilometer. Sikbäcken som avvattnar avrinningsområdet har biflödesordning 3, vilket innebär att vattnet flödar genom totalt 3 vattendrag innan det når havet efter 169 kilometer. Avrinningsområdet består mestadels av skog (73 procent) och sankmarker (18 procent). Avrinningsområdet har 0,22 kvadratkilometer vattenytor vilket ger det en sjöprocent på 1,1 procent.